# 288 (عدد)
288 هو عدد صحيح طبيعي بين 287 و289

## في الرياضيات

### خصائص
- 288 عدد زوجي
- 288 عدد زائد
- 288 عدد مضلعي (12 أضلاع-97 أضلاع-...)